# Spirochaetaceae
Spirochaetaceae  son una familia de bacterias del orden de los Spirochaetales de la clase Spirochaetia.
Bacterias anaerobias, anaerobias facultativas o microaerofilas, helicoidales con un diámetro comprendido entre 0.1 y 3.0 micrómetros, los extremos no están curvados. En el peptidoglucano poseen L-ornitina. Utilizan carbohidratos o aminoácidos como fuente energética y carbonada.

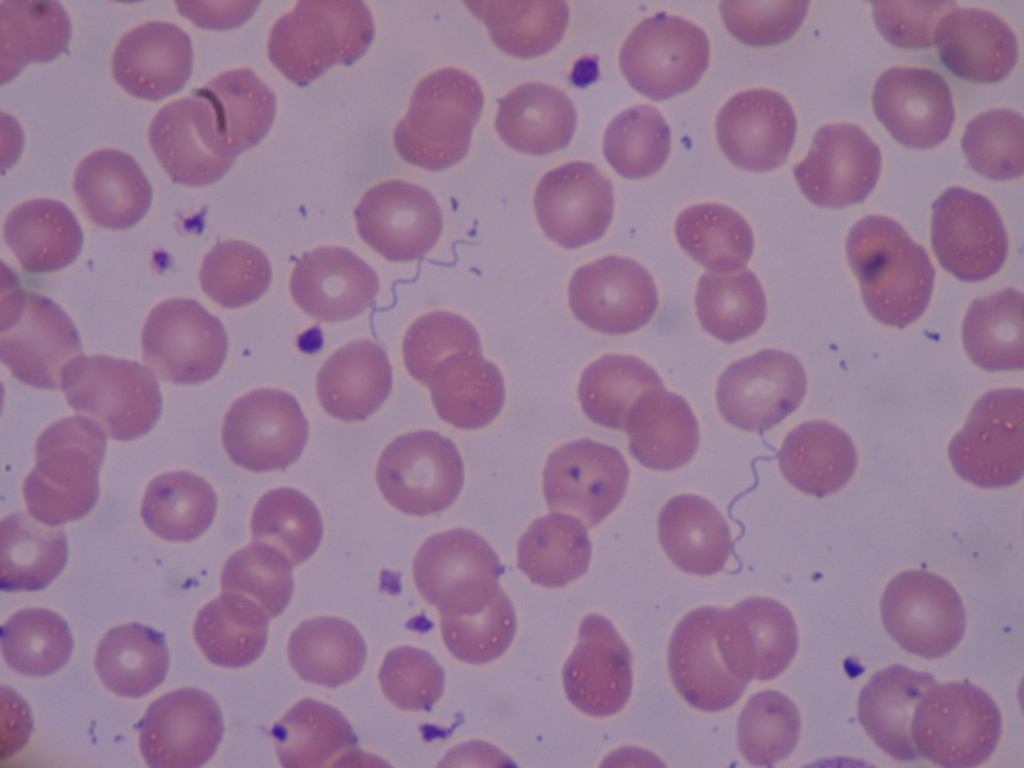
Espiroqueta en un frotis sanguíneo de perro: La familia de Spirochaetaceae contiene un número de organismos que causan enfermedades severas en humanos y veterinarias.

- Datos: Q845770
- Multimedia: Spirochaetaceae / Q845770
- Especies: Spirochaetaceae